# Un talent méconnu
Un talent méconnu è un cortometraggio muto del 1907. Il nome del regista non viene riportato nei credit.

## Produzione
Il film fu prodotto dalla Pathé Frères.

## Distribuzione
Distribuito dalla Pathé Frères, il film - un cortometraggio di 115 metri - uscì nelle sale francesi nel 1907. La compagnia francese lo importò e distribuì anche negli Stati Uniti il 28 dicembre 1907 con il titolo inglese Unknown Talent.